# Epístola

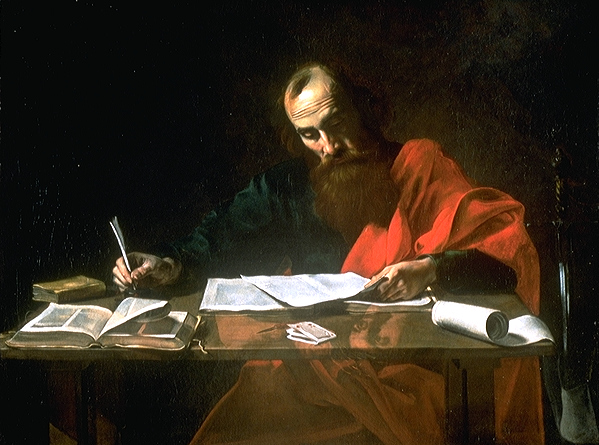
São Paulo escrevendo suas epístolas, por Valentin de Boulogne ou Nicolas Tournier, século XVI.

Epístola (do grego antigo ἐπιστολή, “ordem, mensagem”, pelo Latim epistola,ae “carta, mensagem escrita e não assinada”) corresponde historicamente à  carta moderna, sendo esta assim chamada por usar como suporte o papel, "charta", ao invés do pergaminho. Outros autores pretendem distingui-la desta por expressar opiniões, manifestos, e discussões para além de questões ou interesses meramente pessoais ou utilitários, sem porém deixar o estilo formal, que combina amores objetivos e apelos subjetivos com o debate de cenas abrangentes e abstratos. As epístolas reunidas de um autor podem vir a ser publicadas devido a seu interesse histórico, literário, institucional ou documental.
O termo tem uso antigo, já aparecendo na literatura latina com as epístolas de Horácio, Varrão, Plínio, Ovídio, Sêneca e, sobretudo, de Cícero. Está presente também na Bíblia com as Epístolas de São Paulo destinadas às comunidades cristãs. Na Idade Média, uma subdivisão da retórica é criada para tratar da redação de cartas com base nos modelos greco-latinos. Na época, Petrarca foi um dos epistógrafos notáveis. A partir do Renascimento houve uma grande expansão do gênero a partir dos pensadores humanistas, numa época, antes do surgimento da imprensa jornalística, as cartas exerciam a função de informar sobre os fatos que ocorriam no mundo.
Na literatura, além de se constituir no gênero literário da epistolografia, surgiu um estilo epistolar de redação sem a intenção de ser correspondência. Pode ser um prólogo de um autor introduzindo e justificando sua obra, ou um recurso ficcional para narração de personagens fictícios através de cartas.
No século XXI, com a difusão de meios eletrônicos de escrita, o futuro do gênero parece se revigorar, porém em outros moldes e estilos.

## Lado da Epístola
Epístola é uma passagem das Sagradas Escrituras (em geral extraída das epístolas dos Apóstolos), que é lida ou cantada antes do Evangelho. O lado da Epístola localiza-se à direita do celebrante quando este se encontra de frente para o altar, na celebração de costas para o povo; à sua esquerda fica o lado do Evangelho.
Etimologicamente, a palavra epístola vendo o prefixo grego epi- ('por cima') mais o substantivo stola ('manta'); conta-se que, na época da Igreja Primitiva, as cartas, propriamente ditas, eram colocadas nas bolsas que ficavam nas duas pontas de uma manta; essa manta era colocada sobre o lombo do jumento que a levava ao destinatário das cartas. Então nesse caso, epístola era o recipiente que levava as cartas.